# Ōmachi
Ōmachi (jap. 大町市 Ōmachi-shi) – miasto w Japonii, w prefekturze Nagano, w środkowej części wyspy Honsiu (Honshū).

## Położenie
Miasto leży w zachodniej części prefektury, graniczy z miastami:
- Matsumoto
- Azumino
- Nagano
- Toyama
- Kurobe
- Takayama

oraz miasteczkiem Hakuba.